# Ernst Theodor Amadeus Hoffmann
Ernst Theodor Wilhelm Hoffmann (Kalinjingrad, 24. siječnja 1776. – Berlin, 25. lipnja 1822.) poznatiji pod pseudonimom E. T. A. Hoffmann (Ernst Theodor Amadeus Hoffmann) je najpoznatiji predstavnik njemačke romantičarske novelistike. Pisao je pripovijetke s elementima strave i fantazije. Bio je svestran umjetnik, koji je bio i skladatelji, glazbeni kritičar, slikar i karikaturist. Hoffmannovo je stvaralaštvo izvršilo znatan utjecaj i na mnoge europske pripovjedače XIX. stoljeća (Scott, Balzac, Gogolj, Poe, Baudelaire, Kafka i dr.)

## Životopis

### Mladost
Njegovi preci i s majčine i s očeve strane bili su pravnici. Otac mu je bio pravnik, ali također i pjesnik i glazbenik amater. Ernst se rodio kao najmlađi od troje djece. Roditelji su mu se rastali 1778. Otac mu je živio s najstarijim sinom, a majka je ostala u Kalinjingradu s rođacima, dvije tetke i s ujakom. 
Do 1792. pohađao je luteransku školu u kojoj se dosta pažnje poklanjalo klasicima. Pokazao je talent i za slikanje i za klavir, ali nije pokazivao veliki entuzijazam. Nije pokazivao ni entuzijazam za nove umjetničke ideje koje su se tada pojavile u Njemačkoj. No, ipak je rado čitao Schillera, Goethea, Swifta, Sternea, Rousseua i Jean Paula, a napisao je i dio romana.
Oko 1787. sprijateljio se s Theodorom Gottliebom von Hippelom. Tijekom 1792. pohađao je i neka Kantova predavanja.

### Boravak u provinciji
Tijekom 1794. zaljubio se u udatu ženu Doru Hatt, koja je bila deset godina starija od njega. Njena obitelj je 1796. tome se protivila, pa je morao otići u provinciju kod jednoga ujaka u Šleskoj. 
Nakon polaganja ispita posjetio je Dresden, gdje je bio oduševljen slikama u galeriji, posebno Rafaelom i Corregiom. Njegov ujak je 1798. dobio promaknuće i posao na dvoru u Berlinu, pa je Hoffmann otišao s njim u grad. Tu je Hoffmann po prvi put pokušao postati skladatelj, pa je napisao operetu Maske i poslao ju je kraljici Luizi od Prusije. Službeni odgovor da se obrati kraljevskom teatru stigao mu je s izvjesnim zakašnjenjem. Do vremena kada je stigao odgovor Hoffmann je položio treći krug ispita i sa svojim prijateljem Hippelom je putovao u Poznań, a usput su se zaustavili i u Dresdenu da vide galeriju.
Od 1800. do 1803. radio je u pruskim provincijama u području Mazovije. Tu je brzo napravio skandal nakon karnevala 1802. Na balu su podijeljene karikature časnika, koje je on nacrtao, što se ubrzo saznalo. Poslali su prijavu protiv njega u Berlin, ali u Berlinu nisu htjeli oštro kazniti mladog službenika, pa ga premještaju u Płock u Novoj Istočnoj Prusiji. Kada se smjestio u zabačenom Płocku, vratio se u Poznań da se oženi s Mariannom Teklom Rorer. U Płock su se vratili u kolovozu 1802. Płock je bio dosta izoliran, što je Hoffmann iskoristio za pisanje i skladanje. Tu se natjecao i za nagradu u jednom časopisu. 
Početkom 1804. dobio je službu u Varšavi.

### Varšava
Hoffmann je vrijeme provedeno u Poljskoj smatrao najljepšim dijelom svoga života. U Varšavi je bila ista atmosfera koju je osjećao u Berlinu. Tu je obnovio prijateljstvo sa Zachariasom Wernerom, a sreo se i s Juliusom Itzigom, koji je bio član berlinske književne grupe Nordstern (njemački sjeverna zvijezda).
Napoleonova vojska je 28. studenog 1806. zauzela Varšavu, pa je Hoffmann, kao službenik Prusije, odmah izgubio posao. Vratio se u Poznań i tu je razmišljao o odlasku u Beč ili u Berlin. Bolest je odložila put, a francuske vlasti su zahtijevale da svi dotadašnji službenici prisegnu na odanost ili da napuste zemlju. Pošto mu nisu dali putovnicu do Beča morao je u Berlin.

### Berlin i Bamberg
Sljedećih petnaest mjeseci predstavljali su najgore razdoblje njegova života. Napoleonova vojska je okupirala i Berlin, pa je živio od vrlo oskudnih prihoda. Neprestano je posuđivao novce od prijatelja, no i dalje je bio gladan. Sa suprugom je 1. rujna 1808. došao u Bamberg, gdje je dobio posao upravitelja kazališta. Hoffmann nije uspijevao poboljšati standarde izvođenja, a kasnije su se pojavile i spletke protiv njega pa je izgubio posao. Poslije toga bio je glazbeni kritičar u jednim novinama u Leipzigu.
Hoffmann je ostvario uspjeh 1809. kada je objavio priču Vitez Gluck, o jednom luđaku koji je vjerovao da je skladatelj Christoph Willibald Gluck. Tada je počeo koristiti pseudonim E.T.A. Hoffmann, tvrdeći kako je ono "A" u čast Wolfganga Amadeusa Mozarta.
Zapošljava se 1810. u kazalištu u Bambergu kao dekorater i scenarist, a davao je i privatne satove glazbe.

### Dresden i Leipzig
Prusija je 16. ožujka 1813. objavila rat Francuskoj, tako da je putem imao poteškoća. Opera u kojoj se zaposlio premjestila se u Leipzig. Nije mogao naći transport do Leipziga jer je bio rat. Stigao je konačno 23. svibnja. Pošto je primirje proglašeno 4. lipnja, opera se vratila u Dresden. Međutim nakon završetka primirja 22. kolovoza morali su se seliti iz predgrađa u sam grad jer trajala je bitka kod Dresdena. Grad se predao 11. studenog, a opera je 9. prosinca putovala u Leipzig. U veljači 1814. posvađao se s ravnateljem opere koji mu je nakon toga dao otkaz.

### Berlin
U rujnu 1814. vratio se u Berlin i ponovo je dobio dobar položaj.
Hoffmann je alkoholom uništavao zdravlje, a imao je i sifilis. Takvo stanje ga je 1822. dovelo do paralize. Svoje posljednje radove diktirao je tajnici ili ženi. Umro je 25. lipnja 1822. u 46. godini života.

## Djela
Izbor iz djela Ernsta Theodora Amadeusa Hoffmanna.
Književnost
- Fantazije u Callotovoj maniri I–IV (Fantasiestücke in Callot’s Manier I–IV) (1814. – 1815.), zbirka novela i priča
- Đavlovi eliksiri I–II (Die Elixiere des Teufels I–II) (1815. – 1816.), roman
- Noćne zgode (Nachtstücke) (1817.), fantastične i jezovite pripovijetke
- Serapionova braća I–IV (Die Serapions-Brüder I–IV) (1819. – 1821.), zbirka novela i književnih bajki
- Životni pogledi mačka Murra I–II (Lebens-Ansichten des Katers Murr I–II) (1820. – 1822.), sadrže autobiografske elemente

Glazba
- Arlequin (1811.), balet
- Undine (1816.), opera

## Vanjske poveznice
|  | Zajednički poslužitelj ima još gradiva o temi Ernst Theodor Amadeus Hoffmann |